# Franziskus Eisenbach
Franziskus Eisenbach (ur. 1 maja 1943 w Strzelcach Opolskich, zm. 29 maja 2024 w Bad Mergentheim) – niemiecki duchowny rzymskokatolicki, w latach 1988-2002 biskup pomocniczy Moguncji. 

## Życiorys
Święcenia kapłańskie przyjął 30 lipca 1967 w diecezji Moguncji. 17 marca 1988 papież Jan Paweł II mianował go biskupem pomocniczym tej diecezji, ze stolicą tytularną Sigus. Sakry udzielił mu 24 kwietnia 1988 biskup diecezjalny Moguncji Karl Lehmann, późniejszy kardynał. 16 kwietnia 2002 przeszedł na wcześniejszą emeryturę w wieku 59 lat (biskupi wiek emerytalny to 75 lat). Od tego czasu pozostawał biskupem seniorem diecezji. 